# Vápeník
Vápeník és un poble i municipi d'Eslovàquia. Es troba a la regió de Prešov, al nord del país.

## Història
La primera referència escrita de la vila data del 1600.

## Demografia
| Godina             | 1994 | 2004    | 2014    | 2024   |
| ------------------ | ---- | ------- | ------- | ------ |
| Nombre de persones | 62   | 47      | 41      | 37     |
| Diferència         |      | −24,19% | −12,76% | −9,75% |

| Godina             | 2023 | 2024 |
| ------------------ | ---- | ---- |
| Nombre de persones | 37   | 37   |
| Diferència         |      | +0%  |